# F.R.E.D.I.
F.R.E.D.I. é um filme família de 2018 dirigido por Sean Olson.

## Sinopse
A Dra. Palmer (Kelly Hu) rouba do laboratório um projeto de robótica no qual estava trabalhando chamado F.R.E.D.I. (dublado por Candace Cameron Bure), e é notada por seu chefe oportunista Grant (Angus Macfadyen), que coloca seus seguranças para capturá-la. Enquanto foge, seu carro quebra devido ao robô, e a Dra. precisa abandona-lo na floresta, onde é encontrado por um grupo de adolescentes, James (Lucius Hoyos) e Danny (Reid Miller).

## Elenco
- Kelly Hu - Dr. Andi Palmer
- Angus Macfadyen - Grant
- Candace Cameron Bure - F.R.E.D.I. (voz)
- Lucius Hoyos - James Nash
- Reid Miller - Danny
- Tyler Christopher - Randy Nash
- Casimere Jollette - Natalie
- Christina Cox - Williams
- Texas Battle - Brody
- Harvey Guillén - Lopez
- Chloe Lukasiak - Mallory

## Recepção
No Common Sense Media, Barbara Shulgasser-Parker avaliou o filme com uma nota 2 de 5, chamando-o de "aspirante a E.T. O Extraterrestre". Em sua crítica no Film Threat, Alan Ng avaliou o filme com uma nota 6,5 de 10, chamando-o de "uma história caprichosa".